# ミストケイズカンパニー
ミストケイズカンパニー株式会社は北海道札幌市西区琴似に本社を置くモデル事務所である。北海道を拠点にモデルやキャンペーンガールの派遣を行っている。また、キッズダンススクールも運営する。
東京のスターダストプロモーション、オスカープロモーションと提携している。アイドルグループ・ミルクス本物が所属するアイランド・エンタテイメントはミストケイズカンパニーのアイドル及びアーティストマネジメント事業を継承した会社で、連携関係にある。

## 所属モデル
- ANNA
- Dijana
- NINA
- IRIS
- 南川結衣
- 長谷川ひらり
- 彩永あいり
- 嶋優花
- 竹内めぐみ
- 石田美月
- 奏音
- 渡辺真帆
- 林彩弥
- 吉田歩未
- 山田妃菜
- 木村有伽
- くるみ
- 佐藤希
- 山本愛
- ANIKA
- Shoshanah
- Serina
- 泉千晶
- 石黒佳奈
- MAKI
- 大竹麻代
- 塚崎三佳
- 山田ユウミ
- 有衣
- 菊池なつき
- 岡部侑利也
- 奥乃舞子
- 大谷まりえ
- MITSURU
- YOSHIE
- 小林静香
- 吉野由香里
- 高田まゆみ
- 植田櫻子
- 有布子
- 杉浦まちこ
- 河合美幸
- 杉妙子
- 本多裕子
- HIROKO
- 野村舞子
- 桜井あき
- 世衣良
- Hlen shino

## 過去の所属モデル
- 長尾寧音
- フランク莉奈
- 松井さやか